# Таганрог (футбольний клуб)
«Таганрог» (рос. Футбольный клуб «Таганрог») — російський футбольний клуб з однойменного міста.

## Історія

### Футбол у Таганрозі
Раніше місто Таганрог у першості країни представляла команда «Торпедо». Команда заснована в 1925 році (клуб ім. Артема). Виступала під назвами «Зеніт» (у 1936-1946 рр.), «Трактор» (у 1946-1953 рр.), у 1953-2004 рр. — «Торпедо». За підсумками сезону 2000 року клуб втратив професіональний статус, після чого виступав у ЛФЛ. У першості країни брав участь з 1948 року (з перервами).

### ФК «Таганрог»
ФК «Таганрог» засновано 2 лютого 2006 року. У 2005 році губернатор Ростовської області Володимир Чуб підписав указ про відродження футболу в Ростовській області й зажадав у мерів великих міст відновити футбольні команди. Засновниками клубу стали МУП «Таганрогенерго», ВАТ «ТКЗ „Червоний казаняр“» та Комітет з управління майном міста Таганрог. Оприлюдненили й бюджет, який становив 20 мільйонів рублів. Каменем спотикання залишався стадіон «Торпедо», який знаходився у власності компанії «Діжен», але після низки переговорів її засновник А. Денисов погодився безоплатно передати стадіон в муніципальну власність. Після цього мер міста й за сумісництвом президент ФК «Таганрог» Микола Федянін відправив запит у ПФЛ про включення ФК «Таганрог» в цю організацію, що давало право на участь у другій професіональній лізі Росії. Згоду було отримано, й у лютому 2006 року ФК «Таганрог» офіційно став членом ПФЛ.
Перший матч в історії відбувся 9 квітня 2006 року в Краснодарі, де ФК «Таганрог» протистояв «Краснодару-2000». Гра завершилася перемогою таганрожців, 4:1. Місце головного тренера клубу по ходу сезону зайняв Павло Гусєв, замінивши Анатолія Булгакова, який пішов через проблеми зі здоров'ям. Сезон 2006 року ФК «Таганрог» завершив на 14-му місці.
Другий в історії сезон ФК «Таганрог» закінчив на 7-му місці, тим самим повторивши результат «Торпедо» Таганрог 1997 року. У першому колі футболістам Таганрозької команди вдалося потрапити в групу лідерів й певний проміжок часу займати другий рядок. У другому колі стався спад, і команда опустилася на 7-у позицію. Гравець клубу Георгій Смуров забив 15 м'ячів й розділив 4-5 місце в списку бомбардирів зони «Південь».
У сезоні 2008 року ФК «Таганрог» фінішував на 12 місці. Найкращим бомбардиром команди з 9 забитими м'ячами став Андрій Міхєєв.
У сезоні 2009 року ФК «Таганрог» посів останнє 18 місце. Рішенням ПФЛ від 25 листопада 2009 року ВАТ ФК «Таганрог» був виключений з ПФЛ. Проте 28 січня 2010 року клуб було прийнято назад.
У сезоні 2010 ФК «Таганрог» зайняв 15 місце. У сезоні 2010 року команду очолив Сергій Бутенко. У сезоні 2011/12 років «Таганрог» зайняв 13 місце. Починаючи сезону 2011 року в команді працював колишній футболіст збірної Білорусі з футболу Борис Горовой, він був генеральним директором.
У сезоні 2012-2013 у команди з'явився виробник форми JAKO — промислова компанія Німеччини, яка спеціалізується на випуску спортивного взуття, одягу та інвентарю.
У вересні 2012 року команду поповнив чемпіон Європи U-17 2006 року Антон Власов.
У сезоні 2012/13 футбольний клуб «Таганрог» посів 6-місце в першості Росії серед команд другого дивізіону зони «Південь», таким чином це найкращий результат в історії команди з 2006 року.
1 липня 2015 року заступник голови адміністрації міста Таганрога і президент ФК «Таганрог» Олександр Забежайло оголосив, що клуб, який фінансувався виключно з обласного та міського бюджетів, у зв'язку з непростою економічною ситуацією в сезоні 2015/16 років участі не візьме.

## Клубні кольори
| Білий | Синій |

## Статистика виступів

### У чемпіонатах Росії
Найкращий бомбардир футбольного клубу «Таганрог» — Артем Маслевський, 25 м'ячів, він виступав у складі «Таганрога» в 2010-2012 роках, провів 52 матчі та відзначився 25 голами. Друге місце в списку бомбардірства «Таганрога» займає Георгій Смуров, який виступав за команду в сезонах 2006-2007, провів у складі городян 40 матчів та відзначився 18 голами.
| Сезон   | Ліга                            | Місце | Примітки |
| ------- | ------------------------------- | ----- | -------- |
| 2006    | Другий дивізіон, зона «Південь» | 14    |          |
| 2007    | Другий дивізіон, зона «Південь» | 7     |          |
| 2008    | Другий дивізіон, зона «Південь» | 12    |          |
| 2009    | Другий дивізіон, зона «Південь» | 18    |          |
| 2010    | Другий дивізіон, зона «Південь» | 15    |          |
| 2011/12 | Другий дивізіон, зона «Південь» | 13    |          |
| 2012/13 | Другий дивізіон, зона «Південь» | 6     |          |
| 2013/14 | Другий дивізіон, зона «Південь» | 11    |          |
| 2014/15 | Другий дивізіон, зона «Південь» | 9     |          |

### У кубках Росії
| Сезон   | Раунд |
| ------- | ----- |
| 2006/07 | 1/128 |
| 2007/08 | 1/256 |
| 2008/09 | 1/32  |
| 2009/10 | 1/256 |
| 2010/11 | 1/256 |
| 2011/12 | 1/512 |
| 2012/13 | 1/64  |
| 2013/14 | 1/128 |
| 2014/15 | 1/64  |

## Клубні рекорди
- Найкращий результат: 6 місце в сезоні 2012/13.
- Найгірший результат: 18 місце в 2009.
- Найкращий бомбардир клубу: Артем Маслевський (25 м'ячів у 52 поєдинках).
- Рекордсмен результативності за сезон: Георгій Смуров (14 забитих м'ячів у сезоні 2007).
- Рекордсмен результативності за матч: Георгій Смуров (3 голи в матчі «Таганрог» — «Ротор» Волгоград — 17 червня 2007).
- 'Найбільшу кількість матчів за клуб провів:Дмитро Бєлоколосов 145 матчів станом на 13.10.12*
- Найбільші перемоги: 4-0 («Текстильник» (Кмишин) — 29 жовтня 2006 та 16 вересня 2007).
- Найбільші поразки: 0-7 («Жемчужина-Сочі» — 11 квітня 2009).
- Найбільші виїзні перемоги: 3-0 («Волгар-Астрахань» — 6 травня 2013)
- Найбільші домашні поразки: 0-4 («Волгоград» — 12 червня 2009), 1-5 («Торпедо» (Армавір) — 11 липня 2009).
- Найрезультативніші матчі: 1-6 («Спартак-УГП» (Анапа) — 10 жовтня 2006) та 0-7 («Жемчужина-Сочі» — 11 квітня 2009).

## Стадіон
Домашні матчі проводив на стадіоні «Торпедо» (1337 місць).